# Stiftelsen (musikgrupp)
Stiftelsen var ett svenskt poprockband från Ljungaverk i Ånge kommun.

## Om Stiftelsen
Stiftelsen bildades 2011 av Takidas sångare Robert Pettersson och barndomskamraten Micke Eriksson, efter att Pettersson behövde en kontrast mot sitt "riktiga" band tAKiDA. Till skillnad från Takida hade Stiftelsen ingen bestämd genre och allting skedde förutsättningslöst som ett hobbyprojekt. De tre demolåtar som skrevs var till en början på engelska, men för att kontrastera ännu mer mot Takida provade han en kväll att sjunga några av raderna på svenska - resultatet blev något unikt och alldeles extraordinärt. “Det var tänkt att bli tre låtar som ett hobbyprojekt. En kul grej helt enkelt.” sa gitarristen Micke Eriksson inför album-släppet 2012.

### De första åren
Första singeln ”Vart jag än går” blev etta på Sverigetopplistan 10 augusti 2012 och etta på Digilistan 2 september 2012. Den 16 september 2012 blev Stiftelsen etta på Svensktoppen. Den 8 juli 2025 uppnådde låten 100 000 000 spelningar på Spotify, vilket endast ett fåtal låtar på svenska har kommit upp i. 
29 maj 2013 släppte gruppen på Universal Music Group den nya singeln ”En annan värld”, den första singeln från albumet Dopet, som släpptes den 30 oktober 2013.
Under 2014 turnerade bandet runt om i Sverige, och singlar som "Giftet" och "Lilla mamma" släpptes. Den 27 februari 2015 släpptes singeln "Hon finns överallt" från Stiftelsens tredje fullängdare "Kom som du är" som hade release 25 mars samma år.

### 2016–2020 - Singlar och albumsläpp
Efter tredje albumsläppet och flera spelningar var tanken att bandet skulle ligga på is under en obestämd tid, då Takida satsade mer internationellt än tidigare. Pausen blev dock inte långvarig då bandet drabbades av en "lavinartad inspiration" enligt Pettersson själv. Via Facebook gav bandet ut spåret Opsovati den 22 augusti som en försmak på vad de jobbade på.
Den sorgset självutlämnande singeln "Darling" släpptes den 16 september 2016 efter frontmannens uppbrott från hustrun. Bandet meddelade också att deras fjärde album "Allting låter som Slipknot" skulle släppas 20 januari 2017. Omslaget är gjort av konstnären Jan Stenmark, och det var även han som slängde ur sig albumtiteln -  lite humoristiskt i ett mejl. Återigen delade bandet med sig av en kommande låt till sina fans på Facebook, denna gång party-dängan "Eftersläckarens sång" - en stor kontrast mot den tidigare singeln. Den 13 januari 2017 släppete bandet sista singeln "UB2" inför album-släppet. "Allting låter som Slipknot" är trots den intetsägande titeln uppenbart Stiftelsens svar på en skilsmässoplatta med några av de mest självutlämnande spåren dittills. I februari samma år gav sig bandet för första gången ut på en gemensam turné med Takida. Banden är olika musikaliskt, men den gemensamma kopplingen är uppenbar - Robert Pettersson är sångare och frontfigur i båda banden.
Den 8 mars 2018 släppte bandet singeln "När kallt möter kallt". Under åren 2018 och 2019 släpptes flera singlar. I november 2019 gjorde Stiftelsen så kallade "Spotify Singles" med en ny egen låt "Ditt andra jag" samt en cover på Peter LeMarc's "Håll om mej!". Bandet meddelade våren 2020 att en ny EP med 5 nya låtar var på gång. Singeln "Kropp utan ande" släpptes den 3 juli, och bandet meddelade att den kommande EP:n istället skulle bli en fullängdare - inklusive de tidigare singlar som släppts under åren. Stiftelsens femte album "Moder Jord" släpptes den 28 augusti 2020. 

### 2022–2024 - Ny musik och uppbrott
14 januari 2022 släpptes singeln "Vilsen" och kort därpå låten "Hyckleri". Bandet meddelade i februari och deras nya album "En vampyr har alltid fest" skulle släppas den 25 februari.
Den 12 juni 2023 släppte Stiftelsen den sommardoftande singeln "Fyra andetag" utan förvarning. 31 maj 2024 släpptes singeln "Gottsunda" och soundet var tillbaka till rötterna. Pettersson sjunger om sin barndom, sin uppväxt och allting låter som om det skulle kunna vara hämtat från första albumet "Ljungaverk".
5 juni meddelade bandet via sociala medier att Stiftelsen läggs ner. Förklaringen som gavs var att "livet formar och bestämmer". De sista spelningarna skedde under sommaren samma år tillsammans med Takida.

## Medlemmar
- Robert Pettersson (född 1 september 1978) – sång
- Micke Eriksson (född 17 februari 1977) – gitarr
- Arne Johansson (född 5 januari 1981) – elbas
- Martin Källström (född 28 augusti 1977) – trumset

## Diskografi

### Studioalbum
- 2012 – Ljungaverk
- 2013 – Dopet
- 2015 – Kom som du är
- 2017 – Allting låter som Slipknot
- 2020 – Moder Jord
- 2022 – En vampyr har alltid fest

### Singlar
- 2012 30/5 – "Vart jag än går" / "Härifrån"
- 2012 – "Ur balans"
- 2012 – "Vildhjärta" / "Vildhjärta (Söndagsversionen)"
- 2012 – "Du är ju allting"
- 2013 29/5 – "En annan värld"
- 2013 – "Utanför din dörr"
- 2014 – "Giftet"
- 2014 – "Lilla mamma"
- 2015 – "Hon finns överallt"
- 2015 – "Vår sommarnatt"
- 2016 22/8 – "Opsovati" - via Facebook
- 2016 16/11 – "Darling"
- 2016 23/12 – ''Eftersläckarens sång'' - via Facebook
- 2017 13/1 – "UB2"
- 2018 9/3 – "När kallt möter kallt"
- 2018 12/10 – "Vi gör det igen"
- 2019 10/5 – "Sov med änglarna"
- 2019 1/11 – Håll om mej! / Ditt andra jag - Spotify Singles
- 2020 3/7 – "Kropp utan ande"
- 2022 14/1 – "Vilsen"
- 2022 4/2 – "Hyckleri"
- 2023 12/6 – ''Fyra andetag''
- 2024 31/5 – ''Gottsunda''

### DVD
- 2015 – 50 I Sundsvall

## Melodier på Svensktoppen
- "Vart jag än går" – 2012/2013
- "En annan värld" – 2013
- "Utanför din dörr" – 2014